# Paul-Louis Courier
Pour les articles homonymes, voir Courier.
Ne doit pas être confondu avec Paul Vaillant-Couturier.
Paul-Louis Courier de Méré, né le 4 janvier 1772 à Paris et mort assassiné le 10 avril 1825 près de Véretz, est un écrivain français.

## Biographie

### Origine
Né clandestinement, et sous un nom d’emprunt, le samedi 4 janvier 1772, rue du Mail, à Paris, Paul-Louis Courier est le fils de Louise-Élisabeth de Montdeville et de Jean-Paul Courier, lui-même riche bourgeois de Paris, érudit et familier du droit, propriétaire du fief de Méré, qui avait été victime, en 1764, du duc d’Olonne, seigneur prodigue et ruiné de la famille des Montmorency-Luxembourg, dont il était le lieutenant des chasses, le créancier et l’amant de la femme ; celui-ci avait tenté de la faire assassiner,:122-3.
Ses parents se marient le 11 février 1777 puis obtiennent, le 2 décembre suivant, un acte de réformation de son acte de baptême pour le légitimer,:217. Le ménage Courier s’installe en Touraine, d’abord dans la vallée de l’Indre, puis à Cinq-Mars-la-Pile, près de Langeais. En 1784, il quitte la Touraine pour Paris, afin de permettre à Paul-Louis d’y entreprendre des études propres à lui ouvrir la carrière des armes.

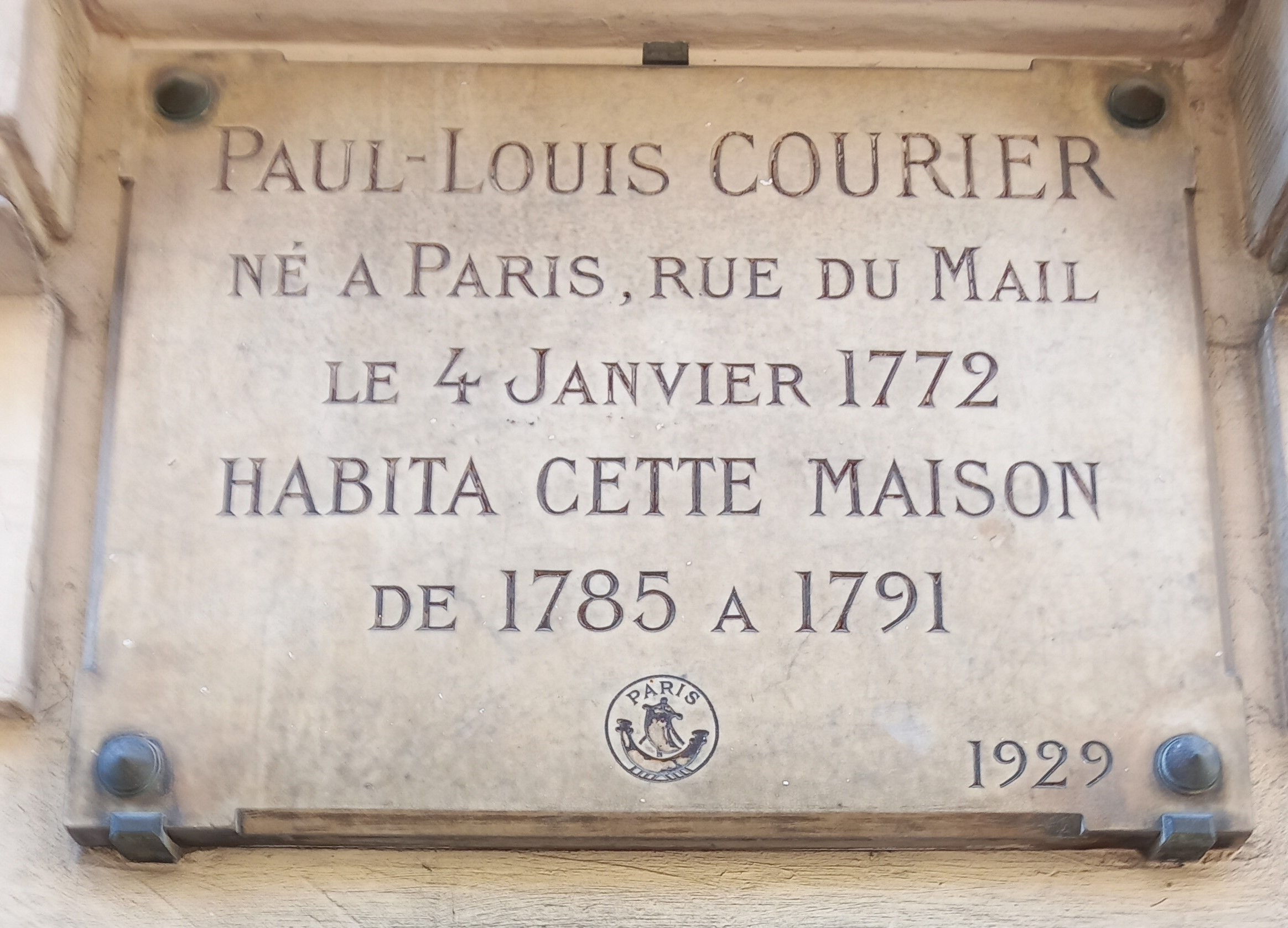
Plaque commémorative.

Le père de Paul-Louis, qui est attiré très tôt par la littérature grecque, l’incite à entreprendre l’étude des mathématiques, qu’il apprend à partir de l’âge de quinze ans auprès de Jean-François Callet et de Jean-Baptiste Labey, professeur à l’École militaire de Paris, sans pour autant pouvoir se soustraire à la séduction opérée sur lui par les écrivains antiques ; les livres grecs ne le quittaient pas. S’étant donc livré par goût à l’étude de la langue grecque, il suivit, de pair avec celle des mathématiques, les leçons de Vauvilliers, ami de son père, helléniste réputé et professeur au Collège royal, place de la Sorbonne, à quelques minutes de chez ses parents.
De 1785 à 1791, Paul-Louis Courier demeure 11 rue de l'Estrapade.

### Révolution française
Le 1er septembre 1792, il est admis sur concours en qualité d’élève sous-lieutenant à l’École de l'artillerie de Châlons-sur-Marne. Le cours y est interrompu jusqu’en octobre, devant l’avancée de l’armée prussienne, et les élèves sont employés à la garde des portes de la ville, où ont été placées quelques pièces de canon. Élève peu appliqué, peu habitué à la discipline de l’école, il en sort avec le grade de lieutenant, le 1er juin de l’année suivante. La défection des chefs militaires d’origine aristocratique aurait pu favoriser sa carrière. Après être allé embrasser ses parents, il rejoint sa compagnie, en garnison à Thionville.
Mais Paul-Louis Courier déteste la guerre et plus encore ceux qui la conduisent. De plus, il n’a pas ce feu républicain que les commissaires du gouvernement récompensent avec libéralité. Il passe son temps libre à lire dans les abbayes et les bibliothèques : « J’aime à relire les livres que j’ai déjà lus et par là, j’acquiers une érudition moins étendue, mais plus solide », écrit-il à sa mère.
Au printemps 1794, il quitte Thionville pour l’armée de la Moselle, qu’il joint au camp de Blieskastel. Après l’occupation de Trèves (9 août), il sert au grand parc de l’armée et il est chargé d’organiser un atelier pour la réparation des armes, installé dans un monastère désaffecté. Dès décembre 1794, il prend part au blocus de Mayence. Plus tard, il écrira : « J’y pensai geler et jamais je ne fus si près de la cristallisation ». Il quitte Mayence à la fin de l’hiver avec l’autorisation d’un commissaire de la République en mission et rentre en France. On évoque à tort la mort de son père comme raison de son départ ; sa piété filiale l’aurait fait voler auprès de sa mère malade et désespérée. En réalité, son père était toujours vivant et il avait reçu l’assurance du commissaire d’obtenir une nouvelle nomination : il fut affecté à Albi, où il arriva à l’automne 1795 pour présider à la réception des boulets fournis à l’État par les forges du Tarn et de l’Ariège.

### Italie
En août 1798, il est nommé au quartier général de Rennes comme chef de l’état-major de l’artillerie de l’aile gauche de l’armée d’Angleterre. Il visite la côte qui doit être fortifiée, et commence à apprendre la langue de Shakespeare. En novembre, il est nommé à l’armée d’Italie commandée par le général Championnet. Il arrive à Rome en janvier 1799. En février, il fait sommation aux habitants enfermés dans la citadelle de Civitavecchia de se rendre. La chance lui évitera d’être tué, contrairement à l’ordonnance qui l’accompagne.
Il y courut un risque plus grand encore en septembre, lorsqu’à leur tour les Français abandonnent la cité papale. Rapatrié avec ses compagnons d’armes à Marseille puis Paris, il arrive dans la capitale presque mourant à la fin d’octobre. Il passe sa longue convalescence à la direction de l’artillerie à Paris. Il est ensuite présenté à tous les hellénistes de la capitale comme leur égal. Le 27 novembre 1801, il arrive à Strasbourg, au 7e régiment d’artillerie à pied.
Il entretient une correspondance active avec les hellénistes parisiens D’Ansse de Villoison, Clavier et d’autres savants français et allemands. Pendant ce temps, ses anciens camarades de l’École de Châlons, Duroc et Marmont veillent à son avancement.
Le 29 octobre 1803, il est nommé chef d’escadron au 1er régiment d’artillerie à cheval. À la mi-mars 1804, il arrive en Italie, à Plaisance. Le 14 juin, il reçoit la Légion d’honneur. Le 12 octobre, il est nommé chef d’état-major de l’artillerie de l’armée de Naples. Il frôle la mort à plusieurs reprises, car les Calabrais insurgés mènent une guérilla impitoyable aux Français. Il écrit à Guillaume de Sainte-Croix, brillant helléniste : « Pour m’en tirer, il a fallu plusieurs miracles… Une fois, pour éviter pareille rencontre, je montai sur une barque, et ayant forcé le patron de partir par le mauvais temps, je fus emporté en pleine mer. Nos manœuvres furent belles. Nous fîmes des oraisons, nous promîmes des messes à la Vierge et à saint Janvier, tant qu’enfin, me voilà encore. »
Le 23 novembre 1805, il charge, à la tête de sa brigade, le corps autrichien à la bataille de Castelfranco, commandée par le général Gouvion Saint-Cyr. Fait notable, il n’a ni éperons ni étriers, sous le prétexte que les Grecs anciens n’en avaient pas. Le 31 décembre 1805, il est envoyé au corps d’armée du général Reynier, à Naples. Le 9 mars 1806, il est cité sur le champ de bataille après la victoire remportée sur les insurgés calabrais.
Révulsé par l’esprit d’arrivisme des autres officiers, il côtoie encore la mort plusieurs fois, assiste aux horreurs de la guerre, pillages, massacres, viols… Il en ressort écœuré et ne s’intéresse plus guère qu’aux Grecs. Il traduit notamment Xénophon et ses traités sur la cavalerie. Puis de Naples il court à Rome, qu’il quitte pour Florence, Brescia et Milan, explorant les bibliothèques et devisant avec les érudits, sans souci des devoirs de sa charge d’officier, et négligeant qu’il a ordre de rejoindre sans retard l’Armée d’Italie.
Aussi, arrivé à Vérone, sa destination, en février 1808, est-il mis aux arrêts sans appointements. Appelé le 4 mars suivant à Livourne, en qualité de sous-chef d’état-major d’artillerie, las de demander inutilement un congé, il se résout à envoyer sa démission au ministre de la guerre le 25 février 1809. Celle-ci est acceptée le 10 mars 1809. À peine de retour à Paris, il sollicite sa réintégration, et heureux de l’avoir obtenue officieusement, il part en toute hâte, sans prendre la peine d’acheter le cheval indispensable pour avoir une quelconque utilité sur le champ de bataille. Arrivé à Vienne, Il fait donc campagne à pied à la bataille de Wagram (5-6 juillet 1809).
Ayant définitivement quitté l’armée, il passe en Suisse puis regagne l’Italie, où il découvre, dans la bibliothèque Laurentienne de Florence, un exemplaire complet du roman Daphnis et Chloé, de Longus, roman jusque-là traduit avec une lacune prétendument « érotique ». Il en donne une nouvelle édition calquée sur la traduction de l’évêque Amyot, en 1810. Il s’attire de sérieux ennuis, accusé par les bibliothécaires d’avoir maculé d’encre la page comportant la lacune. Il encourt une non moins méchante affaire, en faisant, sans autorisation du préfet, imprimer à Rome une lettre adressée à son libraire Renouard, dans laquelle il lui rapporte des circonstances de sa querelle avec le bibliothécaire de Florence, il signor Del Furia, qui l’a accusé d’avoir sciemment taché le manuscrit de Longus. Aussi a-t-il deux ministres à ses trousses, mais l’Empereur pour lequel il n’a nulle admiration, sur ce qu’on lui dit d’un officier retiré à Rome, qui faisait du grec, ordonne qu’on le laisse tranquille.
Enfin, le ministre de la guerre, le général Clarke, le fait rechercher pour s’enquérir de ce qu’il est devenu après Wagram. Il réussit à convaincre le général Gassendi, directeur général de l’artillerie, qu’il a pensé que sa réintégration dans l’armée n’avait pas été officielle.

### Retour à Paris
De retour à Paris, au début de juillet 1812, il renoue avec Étienne Clavier, trouve Herminie, dite Minette, l’aînée des deux filles de ce dernier, âgée de dix-sept ans, fort jolie et, le 12 mai 1814, l’épouse, à l’âge de 42 ans, à la mairie de l’ancien 7e arrondissement:159. Ils auront deux fils, Paul (le 30 septembre 1820) et Louis (le 19 octobre 1824). Ayant conservé une propriété en Touraine, à Luynes, il achète la forêt de Larçay, en décembre 1815.
L’année suivante, il adresse aux deux assemblées de parlementaires à Paris une pétition : la Pétition aux deux chambres. Dans ce premier pamphlet politique, il proteste contre des arrestations arbitraires survenues en début d’année à Luynes. Pendant deux ou trois ans, il se demande s’il va s’installer à Paris ou en Touraine avec son épouse. Finalement, le couple opte pour la Touraine et achète, en avril 1818, une ferme à Véretz : la Chavonnière.

### Politique
Après cette installation, il entre dans l’opposition à la Restauration de manière de plus en plus affirmée. Jugé par Stendhal comme « l’homme le plus intelligent de France », le plus vif intérêt s’attacha à Courier dès qu’il parut. Le refus de sa candidature à l’Académie des inscriptions et belles-lettres, en 1819, lui donne l’occasion d’écrire son premier pamphlet, Lettre à Messieurs de l’Académie. Son talent dans le persiflage le rend célèbre, mais lui coûte deux mois de prison, où il se rend de sa volonté, fin 1821. Là, il reçoit la visite de Béranger ; Stendhal lui fait remettre une copie dédicacée de son Histoire de la peinture en Italie.
Il n’est absolument pas bonapartiste ; ses pamphlets Conversation chez la Ctesse d’Albany et Conseils à un colonel donnent une idée de son point de vue sur Bonaparte et la discipline militaire en général. Pas de discipline, pas de gloire. C’est après la chute de l’Empire, qu’il commence la publication de ses autres pamphlets. Trop individualiste pour appartenir à un parti, son opposition ne concerne que lui mais, dans cette période d’oppression étouffante, il est tout de suite remarqué. À la différence des libéraux, Courier fait preuve d’un intérêt permanent pour la question sociale. La misère le scandalise et il estime que le travail, surtout celui de la terre, la terre devenue propriété de celui qui en vit, est un accès à la dignité humaine. Pour lui, le partage de la terre est un puissant moteur économique. Il est sensible aux idées des physiocrates, mais n’est jamais indifférent au sort des hommes que broient les contraintes économiques. Cependant, il n’a pas senti monter la question ouvrière, qui commencera à se poser sous la monarchie de Juillet, engendrant d’importants conflits sociaux.
II se distingue à la fois comme helléniste et comme écrivain politique. On lui doit en outre le traité de Xénophon Sur la Cavalerie, 1813 et quelques autres travaux d’érudition. Mais son domaine d’excellence, c’est le pamphlet, cette petite pièce de guerre qui, sans crier gare, éclate à la figure et produit d’irréparables dégâts. Dès son intégration dans l’armée, il se méfie de tous les systèmes d’idée et se montre jaloux de ce qu’il place au-dessus de tout : la liberté d’esprit.

Libéral et anticlérical, il s’oppose de plus en plus violemment aux nouveaux seigneurs qui, dit-il, frappent sans pitié et terrorisent le pays. Pour le Dictionnaire Bouillet écrit au XIXe siècle, il excelle comme écrivain politique dans le pamphlet et combat avec l’arme du ridicule, dans le style le plus caustique, les mesures rétrogrades de la Restauration ; il se cache quelquefois sous le nom de Paul Louis, vigneron,. Il s’en prend à la tentative cléricale de nouvel assujettissement des consciences. Il sait combien il s’expose et le dit clairement dans le Livret de Paul-Louis, vigneron : 

« Ce matin, me promenant dans le Palais Royal, M…ll…rd passe, et me dit : Prends garde, Paul-Louis, prends garde ; les cagots te feront assassiner… »

### Assassinat

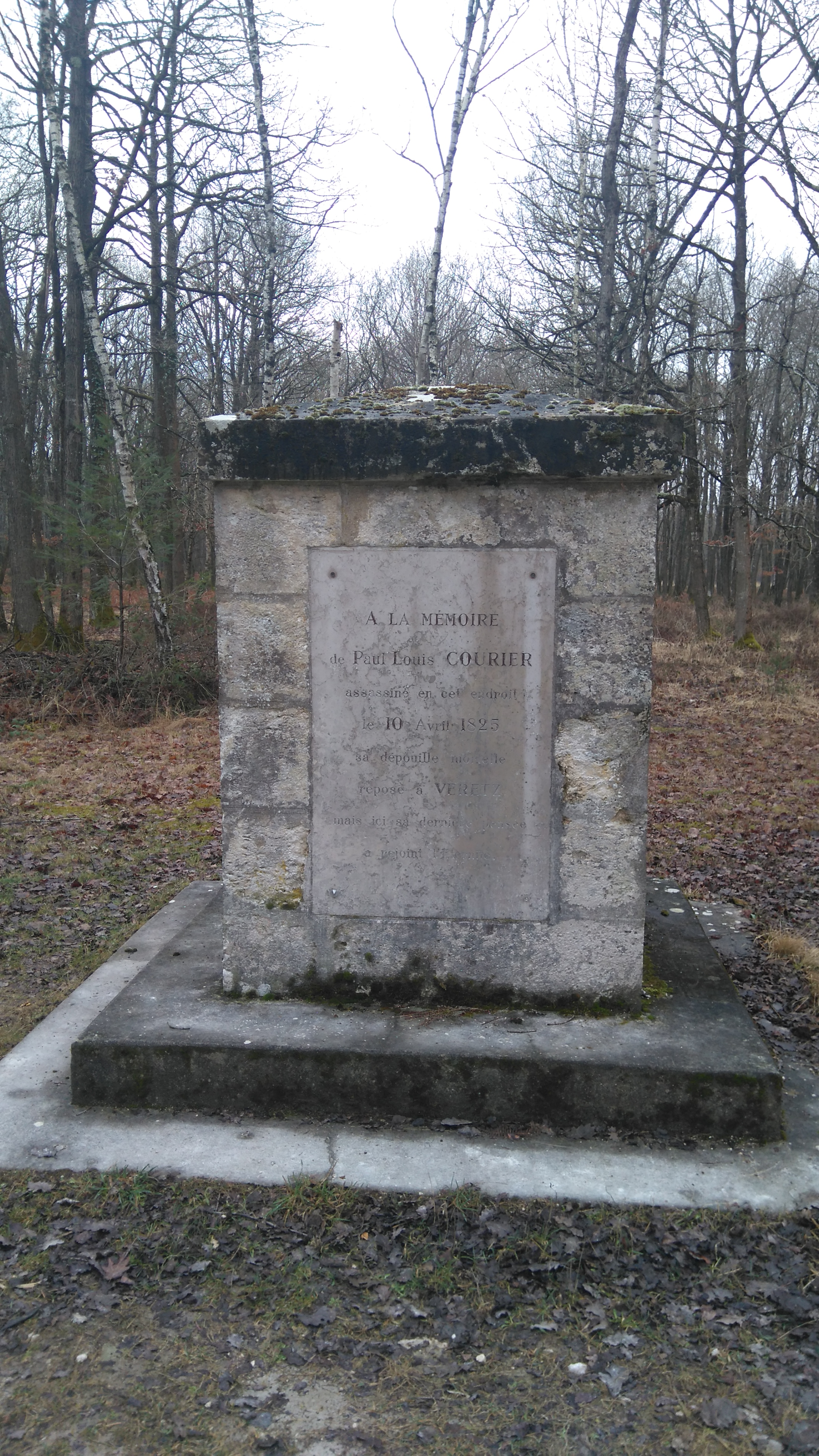
Édifice en pierre recouvert de mousses et lichens à Larçay. Sur la face droite, figurent une photo et une courte biographie de la victime. On peut y lire l’inscription suivante : À LA MÉMOIRE de Paul Louis COURIER assassiné en cet endroit le 10 Avril 1825 sa dépouille mortelle repose à VERETZ mais ici sa dernière pensée a rejoint l’Éternité.

Ses écrits lui valent de nombreux procès, des amendes et une peine de prison. Quand on retrouve son corps sans vie percé de plusieurs balles dans son bois de Larçay, dans les environs de Véretz le 10 avril 1825, son garde-chasse, Louis Frémont, est soupçonné du meurtre et mis en jugement, mais acquitté à l’unanimité le 3 septembre 1825. Courier est inhumé à Véretz le 12 avril. Pendant cinq ans, le mystère demeurant sur sa mort, celle-ci est attribuée à des motifs politiques.
Toutefois, en décembre 1829, l’affaire prend un tour nouveau quand Sylvine Grivault, une jeune bergère un peu simplette mais de grand cœur, révèle avoir été témoin cachée du crime : elle dénonce un complot et un guet-apens de domestiques de la Chavonnière congédiés (le valet Pierre Dubois le 18 juillet 1824) ou craignant de l’être à leur tour après que Paul-Louis Courier a vendu ou affermé ses propriétés : Frémont, garde-chasse porté sur la boisson, l’auteur principal du crime, Symphorien Dubois (mort en 1827), frère de Pierre, François Arrault, Martin Boutet et un homme inconnu, tous auxiliaires actifs et complices. Lors du second procès, Frémont finit par avouer l’avoir tué d’un coup de fusil mais, couvert par l’acquittement de 1825, il ne peut être condamné. Il meurt peu après le procès. Quant à ses complices, ils sont acquittés à leur tour le 14 juin 1830. 
Lors de l’instruction de ce second procès, Paul-Louis Courier est présenté comme un maître dur au caractère difficile. Cette assertion est maintenant battue en brèche : avec ses proches, il était bon, tendre et doux. Dans le domaine public, il était prodigieusement agacé par le climat de flagornerie instauré par le pouvoir napoléonien, puis sacralisé par la monarchie restaurée et par l’hypocrisie sociale.

Selon l’un de ses biographes et éditeurs, Robert Gaschet, l’épouse de Courier, Herminie, était devenue la maîtresse de Pierre Dubois, puis de son frère Symphorien. Paul-Louis Courier avait fini par congédier le 18 juillet 1824, Pierre Dubois. Ce dernier aurait alors déclaré : 

« Il m'a chassé de chez lui, si je le trouvais, je le tuerais comme un chien,. »

## Œuvre
Grand helléniste, excellent traducteur, il est également un habile épistolier. Mais il est surtout connu comme polémiste, un polémiste qui eut le tort d’être libéral et anticlérical à l’époque du romantisme et du christianisme renaissants. Certains l’ont considéré comme un écrivain mineur. Ainsi, André Suarès lui a consacré un chapitre de ses Essais (1913) où on lit : « Partout, Paul Louis Courier sent la lampe, et la lampe qui fume. Il traduit mieux qu’il n’écrit pour son compte. Encore a-t-il des élégances vieillotes et des mines surannées. » Gilles Deleuze confesse dans L'Abécédaire l'avoir lu dans sa jeunesse car ses œuvres complètes, relativement courtes, se trouvaient disponibles. Deux livres, publiés l’un par Jean-Pierre Lautman, en 2001, et l’autre par Michel Crouzet, en 2007, prennent le contrepied de ces critiques et vantent la qualité de l’écriture de Courier. Bernard Pivot admirait son style.

## Postérité
Cette mort mystérieuse a inspiré à Jean Devaivre le film la Ferme des sept péchés (1949) avec Jacques Dumesnil dans le rôle de Paul-Louis Courier. Le film fut tourné en Touraine, et quelques scènes à Véretz même. Sa mort et les circonstances de cette dernière ont aussi fait l’objet de l’épisode intitulé « l’Étrange Mort de Paul-Louis Courier » de la série historique La caméra explore le temps, en 1958, réalisé par Stellio Lorenzi.

## Hommages

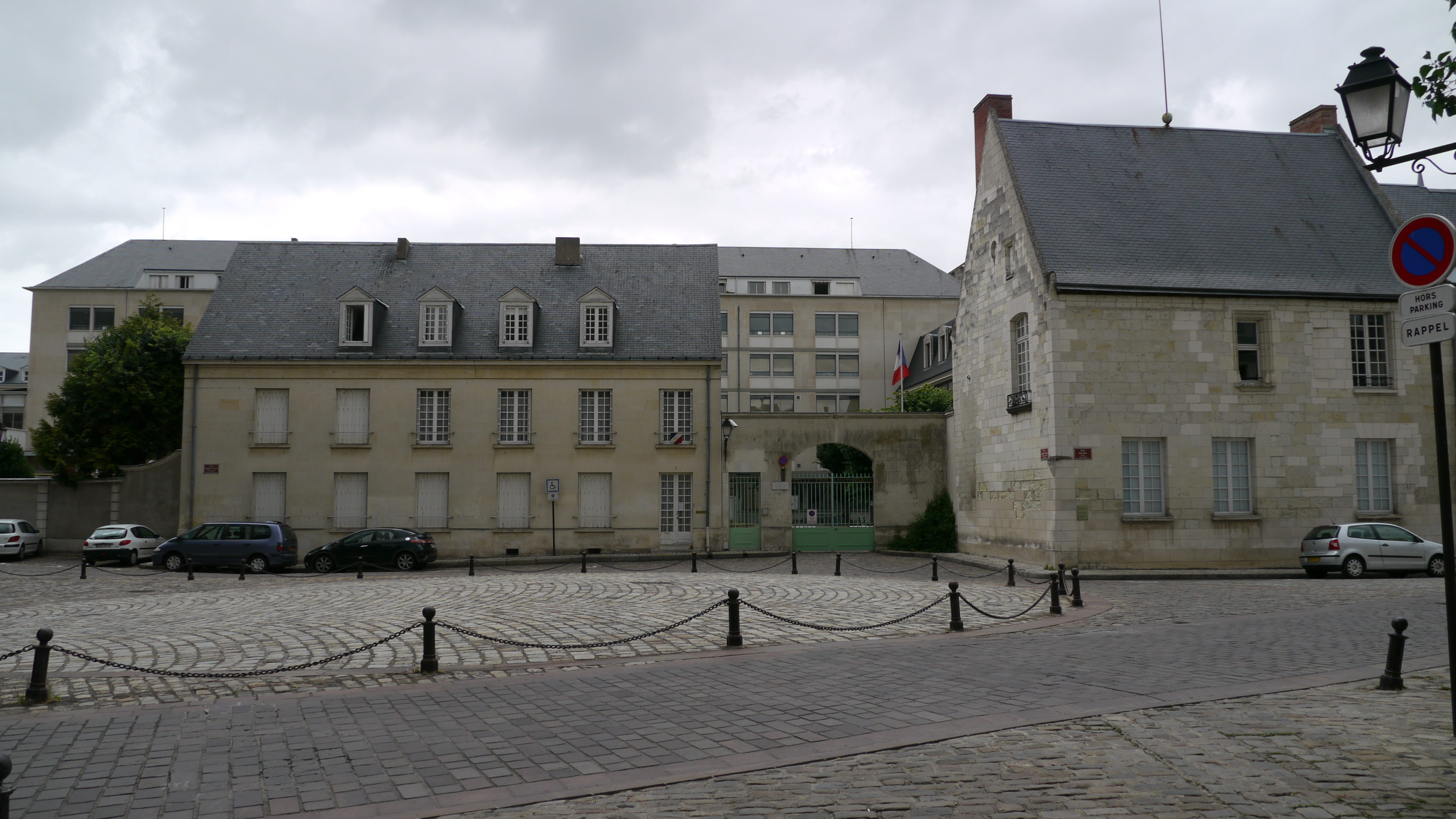
Le lycée Paul-Louis-Courier à Tours.

- Des rues du 7e arrondissement de Paris, de Châlons-en-Champagne, de Lille, du Havre, de Saint-Avertin, de Tours, de Châteauroux, de Montluçon et de Périgueux, ont reçu son nom.
- Un lycée de Tours porte son nom.
- Une école à Amboise porte son nom
- Une plaque commémorative en son honneur est apposée à la façade de l'immeuble au 11 rue de l'Estrapade à Paris, où il vécut de 1785 à 1791.

## Citations
- « Laissez le gouvernement percevoir des impôts et répandre des grâces ; mais, pour Dieu, ne l’engagez point à se mêler de nos affaires. Souffrez, s’il ne peut nous oublier, qu’il pense à nous le moins possible. Ses intentions à notre égard sont sans doute les meilleures du monde, ses vues toujours parfaitement sages, et surtout désintéressées ; mais, par une fatalité qui ne se dément jamais, tout ce qu’il encourage languit, tout ce qu’il dirige va mal, tout ce qu’il conserve périt, hors les maisons de jeu et de débauche. » (Lettre II au rédacteur du Censeur)
- « De l’acétate de morphine, un grain dans une cuve se perd, n’est point senti, dans une tasse fait vomir, en une cuillerée tue, et voilà le pamphlet. » (Pamphlet des pamphlets)
- « Ce manant devinait les droits de l’homme. Il fut pendu, cela devait être. Il ne faut point devancer son siècle. » (Lettre première au rédacteur du Censeur)[17]
- « Rendons aux grands ce qui leur est dû ; mais tenons-nous en le plus loin que nous puissions. » (Discours)
- « Les gens qui savent le grec sont cinq ou six en Europe ; ceux qui savent le français sont en bien plus petit nombre. » (Extrait d’une lettre à M. Renouard)
- « Adieu mes amis ; buvez frais, mangez chaud, faites l’amour comme vous pourrez. » (Lettre à un collègue militaire au sujet de sa démission de l’armée)

## Principales œuvres
- Éloge d’Hélène, traduction libre du texte éponyme d'Isocrate, 1803
- Lettre à M. Renouard, libraire, 1810.
- Pétition aux deux chambres, 1816.
- Lettres au rédacteur du Censeur, 1819-1820.
- Lettre à Messieurs de l’Académie, 1819.
- Lettres particulières, 1820.
- Simple discours de Paul-Louis, vigneron de la Chavonnière, aux membres du Conseil de la commune de Véretz... pour l’acquisition de Chambord, 1821.
- Aux âmes dévotes de la paroisse de Véretz, 1821.
- Procès de Paul-Louis Courier, vigneron, 1821.
- Pétition pour des villageois que l’on empêche de danser, Paris, 1822 (lire en ligne).
- Lettres de France et d’Italie, 1822.
- Livret de Paul-Louis, vigneron, à Paris, 1823.
- Gazette du village, 1823.
- Pamphlet des pamphlets, 1824.
- Collection complète des pamphlets politiques et opuscules littéraires de Paul-Louis Courier, 1827 (lire en ligne sur Gallica).
- Œuvres complètes (préf. Armand Carrel), Bruxelles, Librairie Parisienne, 1828, 4 vol., in-8° (Tome premier sur Gallica. Tome deuxième sur Gallica. Tome troisième sur Gallica. Tome quatrième sur Gallica).
- Œuvres, Paris, Jouaust, Librairie des bibliophiles, E. Flammarion successeur, coll. « Nouvelle bibliothèque classique », 1876, 3 vol.Préface peu élogieuse de Francisque Sarcey.
- Lettres écrites de France et d'Italie, 19** (lire en ligne sur Gallica)
- Une aventure en Calabre (ill. H. Grand'Aigle), Paris, Henri Laurens, 1925, 20 p., in-4.

La Bibliothèque de la Pléiade a publié en 1940 un volume de ses Œuvres complètes (pamphlets politiques, mémoires pour procès, pamphlets littéraires, traductions du grec, œuvres diverses, Lettres de France et d’Italie) établi et annoté par Maurice Allem. Sorti « du canon que la collection avait elle-même établi », celui-ci fait partie des ouvrages « pieusement déclarés indisponibles provisoirement ou épuisés ». Il figure parmi les plus mauvaises ventes de la collection.
La librairie Klincksieck a publié deux volumes et la librairie Nizet un troisième d’une édition de la correspondance de Paul-Louis Courier, présentée et annotée par Geneviève Viollet-le-Duc. Cette édition, ayant reçu un prix Broquette-Gonin en 1978, est plus complète que celle présentée dans la Pléiade, elle-même fondée sur l’édition Sautelet de 1828. L’ouvrage d’Alain Dejammet (Paris, Fayard, 2007, coll. "Vies"), plus récente biographie sur Paul-Louis Courier, se réfère au travail de Geneviève Viollet-le-Duc.